# Дома (Зимбабве)
До́ма (англ. Doma) — населённый пункт в Зимбабве, расположенный в провинции Западный Машоналенд.
Дома расположена на западном краю аграрного района, где выращивается табак, кукуруза и пшеница. Река Маньяме и её притоки используются для орошения полей. В Доме расположена начальная школа. Есть полевой аэродром.